# Federal Correctional Complex, Florence

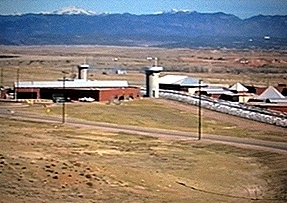
ADX Florence, onderdeel van het Federal Correctional Complex, Florence

Federal Correctional Complex, Florence is een Amerikaanse federale gevangenis gelegen op unincorporated grond van de county Fremont County, in de staat Colorado. Het Federal Correctional Complex, Florence ligt zo'n 5 km ten zuiden van Florence, grenzend aan state road CO 67. Het complex biedt plaats aan 1.500 gedetineerden onder verschillende regimes, valt onder het Federal Bureau of Prisons, een eenheid van het United States Department of Justice, en werd geopend in november 1994.
In het complex zijn vier gevangeniseenheden:
- Federal Prison Camp, Florence (FPC Florence): een voorziening met minimale beveiliging.
- Federal Correctional Institution, Florence (FCI Florence): een voorziening met medium beveiliging.
- United States Penitentiary, Florence High (USP Florence High): een voorziening met hoge beveiliging.
- United States Penitentiary, Florence ADX (USP Florence ADX): een supermax voorziening die de meest gevaarlijke gedetineerden huisvest met een aangrenzend satellietkamp met minimale beveiliging.

ADX Florence is de enige supermax gevangenis in beheer van de federale overheid, specifiek het Federal Bureau of Prisons.